# Parahawking
Parahawking bezeichnet die Kombination von Gleitschirmfliegen und Falknerei. Hierbei werden Greifvögel von einem Falkner trainiert, gemeinsam mit Gleitschirmen zu fliegen. Beide nützen die natürlichen Aufwindquellen der Thermik.

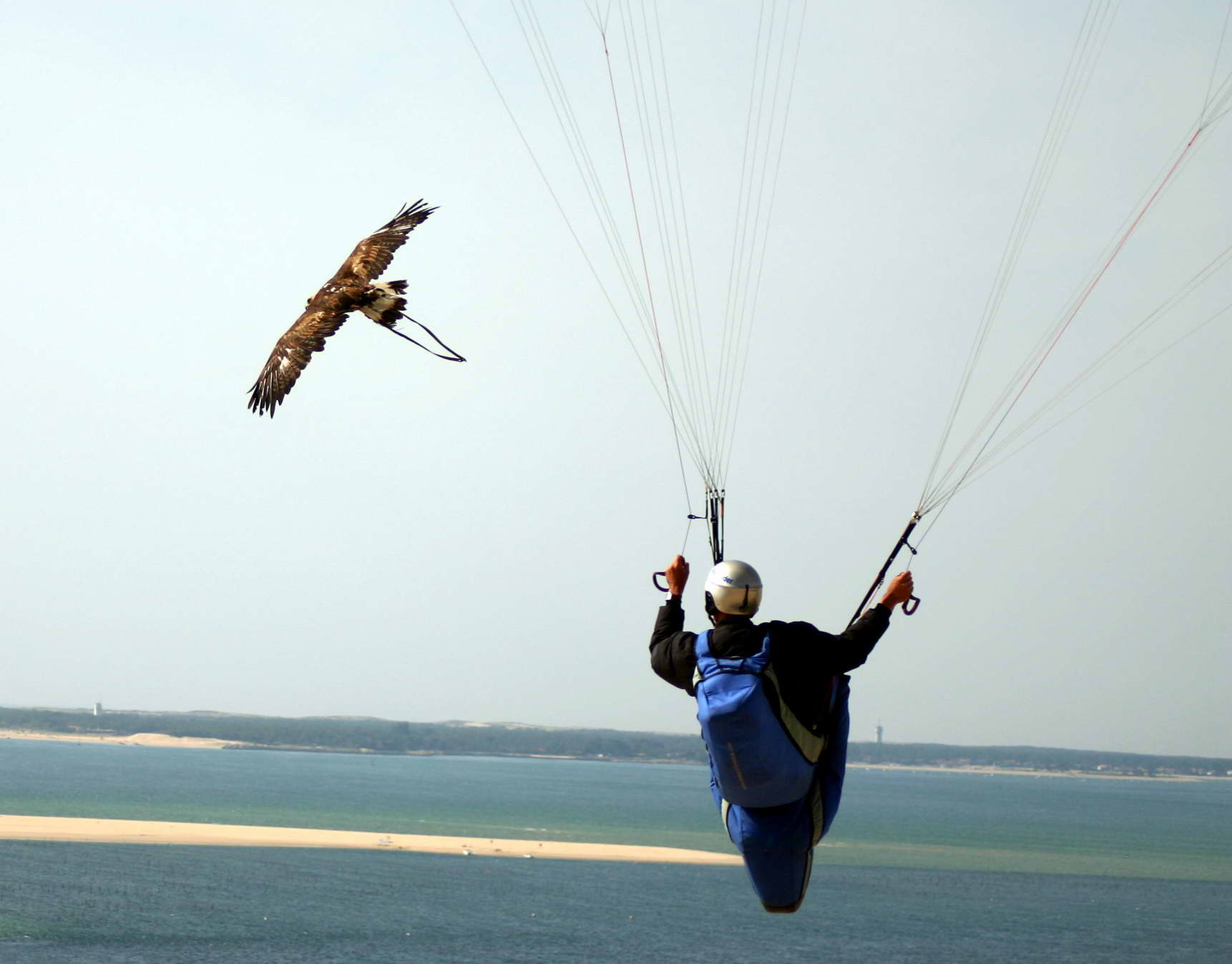
Steinadler und Gleitschirm

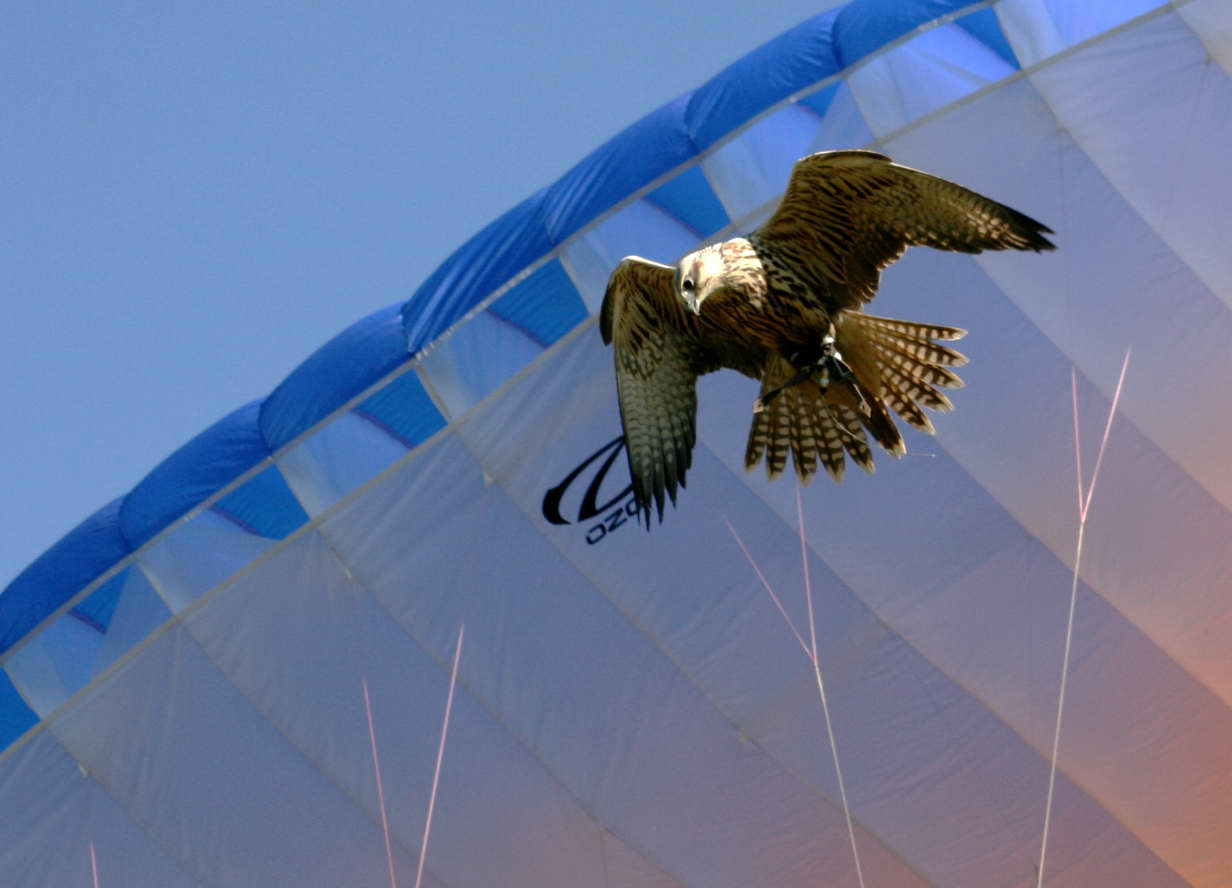
Sakerfalke und Gleitschirm

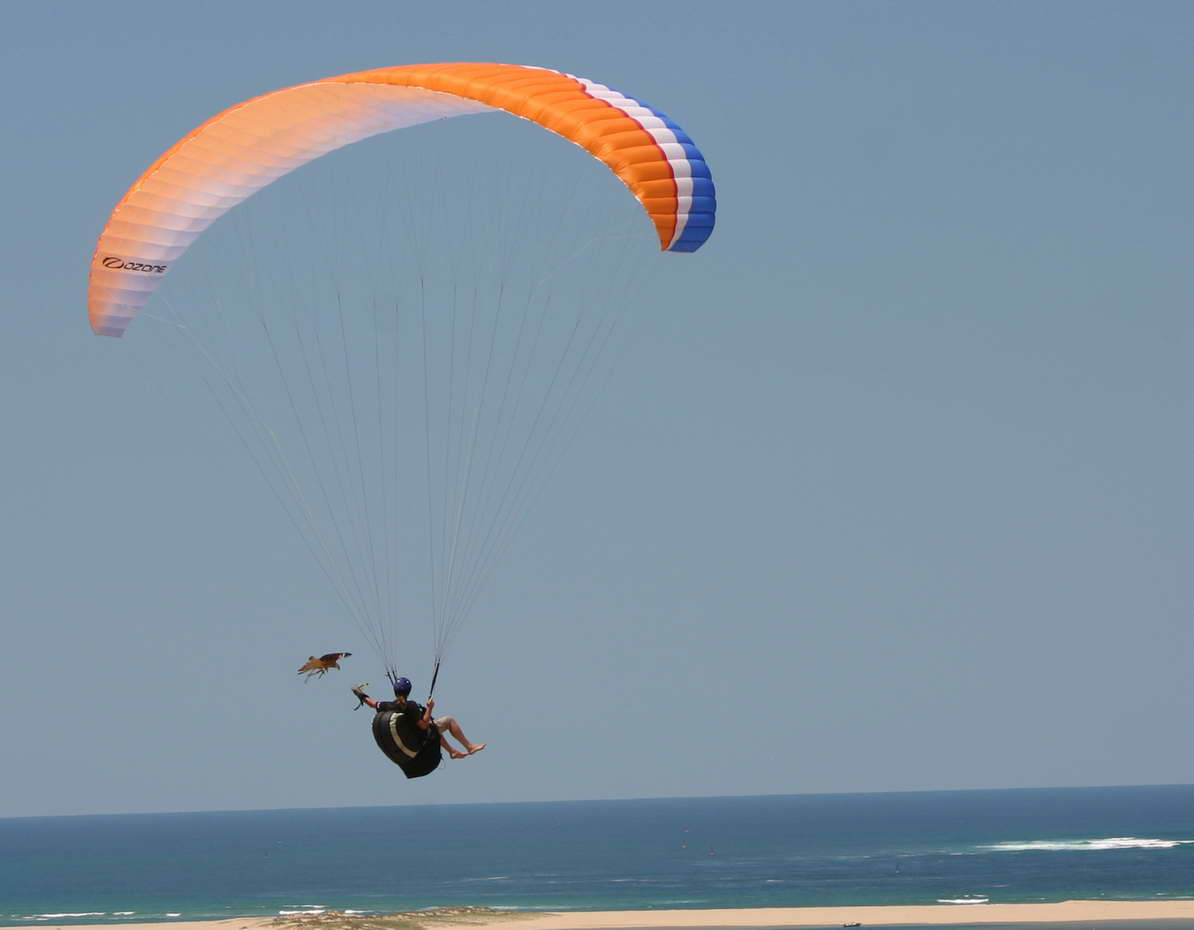
Rotmilan und Gleitschirm

Gleitschirm-, Drachen- und Segelfliegerpiloten berichten des Öfteren über gemeinsame Flüge mit wilden Greifvögeln. Dies sind aber fast immer zufällige Begegnungen und dauern meist nur einige Minuten. Beim Parahawking begleitet der Vogel „seine“ Piloten oft über mehrere Stunden und fliegt oft mit einem Abstand von wenigen Metern nebenher.

## Geschichte
Bekannt durch seine vielen spektakulären Aktivitäten wurde der Italiener Angelo d’Arrigo aus Catania in Sizilien, der etwa ab 2001 mit selbst aufgezogenen Greifvögeln Drachen und auch Gleitschirm flog. Der Engländer Scott Mason führte ebenfalls von ca. 2001 bis zum 15. Februar 2017 in Pokhara (Nepal) Flüge mit selbst aufgezogenen  Schwarzmilanen und Schmutzgeiern durch. In Dänemark zog Louise Crandal 2005 einen Steppenadler auf und flog mit ihm.
In Europa ist der Lenggrieser Falkner Paul Klima derzeit der einzige, der dies professionell durchführt und mit seinen eigenen Vögeln in die Luft geht. Seit dem Erwerb seines Flugscheines 2008 trainiert er einige seiner Greifvögel speziell darauf, ihn in der Luft zu begleiten. Seit Ende 2009 sind ein Steinadler, ein Rotmilan und einige Falken trainiert,  ihrem Falkner in die Luft zu folgen. Unterstützt von seinem Team  sowie dem Fluglehrer und Fotografen Helmut Achatz gelingt es mittlerweile, die Greifvögel an zwei in der Luft befindlichen Schirmen abwechselnd landen zu lassen. Thermikflüge mit dem Steinadler oder Milan über mehrere Stunden konnten schon durchgeführt werden. Es ist möglich, als Passagier an einem Tandemschirm mit den großen Vögeln gemeinsam in die Luft zu gehen.
Als besonderes Highlight sind einige Vögel darauf trainiert, mit einer Full HD Kamera auf dem Rücken zu fliegen. Dies ermöglicht einzigartige Filmaufnahmen in Fernsehqualität. Entsprechende Filmproduktionen sind aktuell in der Entstehung und zeigen erstmals die Perspektive „mit Adleraugen“ aus der Luft. Fernsehbeiträge über und mit den trainierten Greifvögeln liefen in verschiedenen Fernsehsendern.